# 歌川国輝 (3代目)

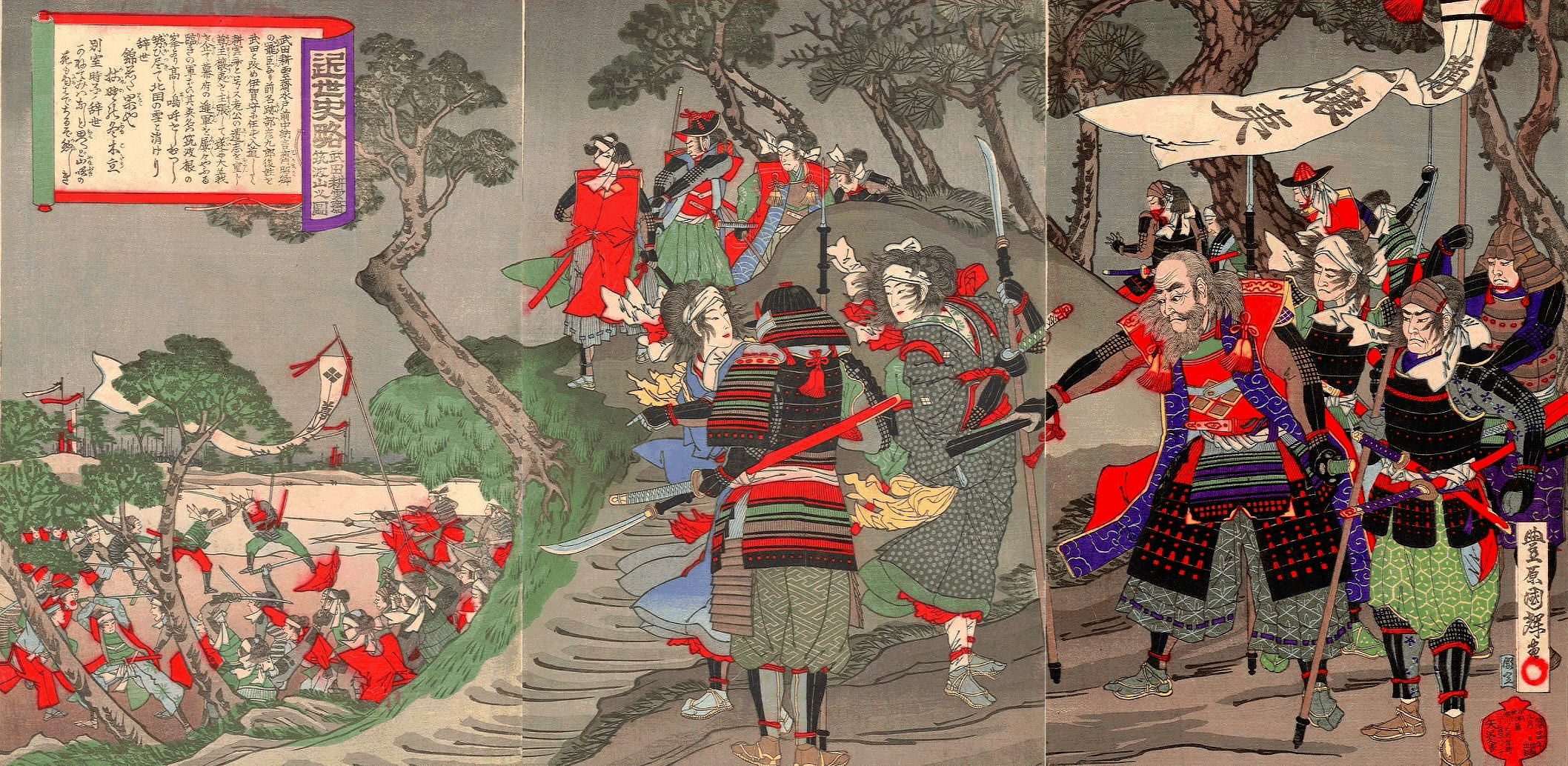
「近世史略　武田耕雲斎筑波山之図」　明治24年（1891年）9月、三代目国輝画。

三代目 歌川国輝（さんだいめ うたがわ くにてる、生没年不詳）とは、明治時代の浮世絵師。

## 来歴
はじめは二代目歌川国輝の門人だったと見られ、のちに豊原国周の門人となっている。本姓は岡田、名は藤四郎。一雄斎、昇旭斎、旭斎と号す。明治7年（1874年）に二代目国輝が没してのち三代目国輝を称した。神田に住み、後に深川に移る。また霊岸島に住したともいわれる。作画期は明治19年（1886年）頃から29年（1896年）の頃にかけてで、国周に絵を学び、明治23年（1890年）からは豊原姓を称した。作品は「東京名所」のシリーズや3枚続の「浅草観世音」、「帝国国会議事堂之図」などのほか相撲絵を残しているが数は少ない。

## 作品
- 「東京浅草観世音競内之図」　大判錦絵3枚続　※明治19年（1886年）
- 「帝国議会衆議院銘鑑」　大判錦絵3枚続　ボストン美術館所蔵　※明治23年（1890年）
- 「愛知県武豊湊海陸大演習之図」　大判錦絵3枚続　※明治23年（1890年）
- 「近世史略・薩州屋敷焼撃之図」　大判錦絵3枚続　早稲田大学中央図書館所蔵　※明治24年（1891年）
- 「濃尾大地震後図」　大判錦絵3枚続　※明治24年（1891年）
- 「東京名所宮城二重橋之図」　大判錦絵　※明治25年（1892年）
- 「凱旋新橋御着之図」　大判錦絵3枚続　※明治28年（1895年）
- 「東京名所　浅草観世音之図」　大判錦絵3枚続　早稲田大学中央図書館所蔵
- 「静御前」　大判錦絵2枚続　エルミタージュ美術館所蔵
- 「女礼式之図」　大判錦絵3枚続